# Ctenophora perjocosa
Ctenophora perjocosa là một loài ruồi trong họ Ruồi hạc (Tipulidae). Chúng phân bố ở miền Cổ bắc.